# Notodoma solstitiale
Notodoma solstitiale är en skalbaggsart som beskrevs av Lewis 1892. Notodoma solstitiale ingår i släktet Notodoma och familjen stumpbaggar. Inga underarter finns listade i Catalogue of Life.